# Professional Chess Association
La Professional Chess Association o PCA (Associazione di Scacchi Professionistica) fu un'associazione scacchistica internazionale che dal 1993 al 1996 fu antagonista della Federazione Internazionale di Scacchi (FIDE). Venne fondata da Garri Kasparov e Nigel Short per l'organizzazione ed il marketing del loro incontro valido per il campionato del mondo di scacchi.

## La fondazione
Nel 1993 Nigel Short vinse il Torneo dei candidati e si qualificò così come sfidante di Kasparov per il campionato del mondo.
Secondo le regole FIDE, la sede del campionato del mondo si sarebbe dovuta decidere in accordo tra la FIDE stessa, il campione in carica (Kasparov) e lo sfidante (Short); secondo Kasparov e Short, il presidente della FIDE Florencio Campomanes violò questo accordo annunciando semplicemente che la sede sarebbe stata Manchester. Inoltre la FIDE ricavò una parte cospicua delle proprie entrate dal monte premi del campionato.
Kasparov e Short reagirono fondando la PCA e nominando Bob Rice Commissario. I due scacchisti giocarono poi l'incontro sotto l'egida della nuova associazione nell'ottobre del 1993 al Savoy Theatre di Londra con la sponsorizzazione di The Times. Kasparov vinse nettamente 12,5 a 7,5 e divenne il Campione del mondo PCA.
La FIDE privò Kasparov del titolo di campione del mondo FIDE e tenne una finale alternativa tra Anatolij Karpov e Jan Timman, gli ultimi due giocatori sconfitti da Short nel torneo dei candidati. Karpov vinse l'incontro e divenne il campione FIDE. Per la prima volta nella storia degli scacchi ci furono due campioni del mondo: Karpov per la FIDE e Kasparov per la PCA.

## Il titolo del 1995
Dal 1993 al 1995 la PCA tenne un torneo interzonale e incontri dei candidati, seguendo lo stile di qualificazione per il titolo mondiale della FIDE che peraltro tenne il suo torneo parallelo con molti dei giocatori che parteciparono ad entrambi i tornei. Il torneo dei candidati PCA fu vinto dal Grande Maestro Internazionale indiano Viswanathan Anand.
Kasparov difese il titolo PCA contro Anand nel World Trade Center in un incontro di venti partite che iniziò l'11 settembre 1995 e che vinse col punteggio di 10,5 a 7,5.

## Lo scioglimento
Nel 1996 la PCA perse il suo sponsor principale, Intel, e fallì poco tempo dopo. Questo fatto lasciò Kasparov senza possibilità di organizzare un torneo di qualificazione per il campionato mondiale. Il campione finì così per giocare un incontro contro lo sfidante scelto senza qualificazioni Vladimir Kramnik, incontro che perse nel 2000. L'incontro si svolse col supporto di Braingames.
Quando Kramnik difese il titolo nel 2004, la denominazione dell'incontro fu Campionato Mondiale Classico, per sottolineare la continuità col titolo detenuto in precedenza da Kasparov.
La separazione dei titoli mondiali fu infine superata nel 2006 con un incontro di riunificazione del titolo tra Kramnik ed il campione FIDE del 2005 Veselin Topalov, terminato con la vittoria di Kramnik.